# Il boxeur e la ballerina (film 1924)
Il boxeur e la ballerina (The Great White Way) è un film muto del 1924 diretto da E. Mason Hopper. La sceneggiatura di Larry Doyle e Luther Reed si basa su Cain and Mabel, racconto di Harry Charles Witwer di cui non si conosce la data di pubblicazione. Commedia sentimentale, aveva come interpreti Anita Stewart, Tom Lewis, T. Roy Barnes, Oscar Shaw.
Nel 1936, la Cosmopolitan ne fece un remake, Caino e Adele, che aveva come protagonisti Marion Davies e Clark Gable.

## Trama
Jack Murray cerca di procurare pubblicità a due suoi clienti, il pugile Joe Cain e la ballerina di rivista Mabel Vandergrift, inventandosi una storia d'amore tra i due. Il suo piano ha successo perché Joe e Mabel si innamorano veramente. Tuttavia, Norton, il finanziatore dello spettacolo, diventa geloso e minaccia di chiudere lo show se Mabel non rinuncia al suo flirt. Per salvare lo spettacolo e la propria reputazione, Joe accetta di sostenere un incontro di pugilato contro il campione inglese. Dopo essere riuscito a vincere il titolo, lo spettacolo viene salvato mentre lui e Mabel, insieme al padre di Joe, tornano insieme nel West.

## Produzione
Il film fu prodotto dalla Cosmopolitan Productions con la collaborazione del New York City Fire Department, usando il titolo di lavorazione Cain and Mabel.
Nel film appaiono molte personalità dell'epoca, appartenenti al mondo del giornalismo, dello sport e del teatro come Winsor McCay e Damon Runyon.

## Distribuzione
Il copyright del film, richiesto dalla Cosmopolitan Corp., fu registrato il 12 marzo 1924 con il numero LP19978.

Distribuito dalla First National Pictures, il film fu presentato in prima visione a New York il 3 gennaio 1924, uscendo poi nelle sale il 17 febbraio o il 9 marzo 1924. La Universum Film (UFA) distribuì il film in Germania nel novembre 1924 usando un titolo corto, Broadway - Fieber oppure uno lungo, Broadway Fieber. Die Tänzerin, der Boxer und der Pressechef - Sechs Akte von Tanz, Sport und Liebe. In Danimarca, uscì l'11 novembre 1924; in Finlandia, il 27 luglio 1925. In Italia fu distribuito nel 1926 dalla Goldwyn con il visto di censura numero 22911.
Non si conoscono copie ancora esistenti della pellicola che viene considerata presumibilmente perduta.